# Amerikansk hummer
Amerikansk hummer, eller Homerus americanus  är den kräftdjursart som är störst, eller åtminstone tyngst av alla nu levande kräftdjur. Den beskrevs av den franske zoologen Henri Milne-Edwards 1837. Den amerikanska hummern ingår i släktet Homarus och familjen humrar. IUCN kategoriserar arten globalt som livskraftig. Arten är reproducerande i Sverige. Inga underarter finns listade i Catalogue of Life.

## Beskrivning
Stora exemplar av amerikansk hummer kan väga upp till 20 kg. Det största uppmätta exemplaret vägde 20,14 kg och fångades 1977 i Nova Scotia, i Kanada. Hummern kan också bli uppåt en meter lång. Viktsrekordet gör arten till den tyngsta av nu levande kräftdjur. Tillsammans med Sagmariasus verreauxi är den också det längsta tiofotade kräftdjuret i världen.
Arten har ett par långa och ett par korta antenner, två klor, fyra par gångben och en kraftfull stjärt, precis som den europeiska hummern, Homarus gammarus, som den är svår att skilja från. Färgen varierar påtagligt men är vanligen mörkt grön med skiftningar mot blått eller brunt. Röda inslag på kropp och klor är också vanliga, liksom grönsvarta fläckar på ryggskölden

### Förväxlingsart
Arten förväxlas ofta med europeisk hummer. För säker särskiljning krävs DNA-analys. Det mest särskiljande för blotta ögat är storleken, eftersom den amerikanska hummern blir både påtagligt större och tyngre, med extremt stora klosaxar. Arten har till skillnad från den europeiska arten en eller två tänder framtill, på undersidan av panntaggen. Till färgen skiljer sig den europeiska arten med en vitprickig marmorering på sidorna av ryggskölden. Den amerikanska hummern saknar längsgående fåra uppe på ryggskölden, men har i gengäld en djup och avgränsad tvärfåra, som är svagt utvecklad hos den europeiska hummern.

## Egentlig utbredning
Den amerikanska hummern har sitt egentliga utbredningsområde längs Atlantkusten i Nordamerika, från Labrador i norr till Cape Hatteras i North Carolina, i söder. Den har emellertid spridit sig i Europa från odlingar.

### Svenska fynd
De första fynden av amerikansk hummer gjorde i september 2008 utanför Smögen vid Bohuskusten. Fiskare landade tre individer med gummiband runt klorna, vilka tyder på att humrarna rymt från en sump.
Sex individer hade fångats i svenska vatten fram till augusti 2014. I september 2014 gjordes ett stort fynd i Gullmaren av 8 humrar. Tre av humrarna var rombärande honor vilket gjorde att risken bedömdes stor för spridning i svenska vatten och att den inhemska hummern konkurreras ut. Ytterligare fynd gjordes under hösten, varför 17 fynd finns bokförda till och med 2014.

## Bildgalleri

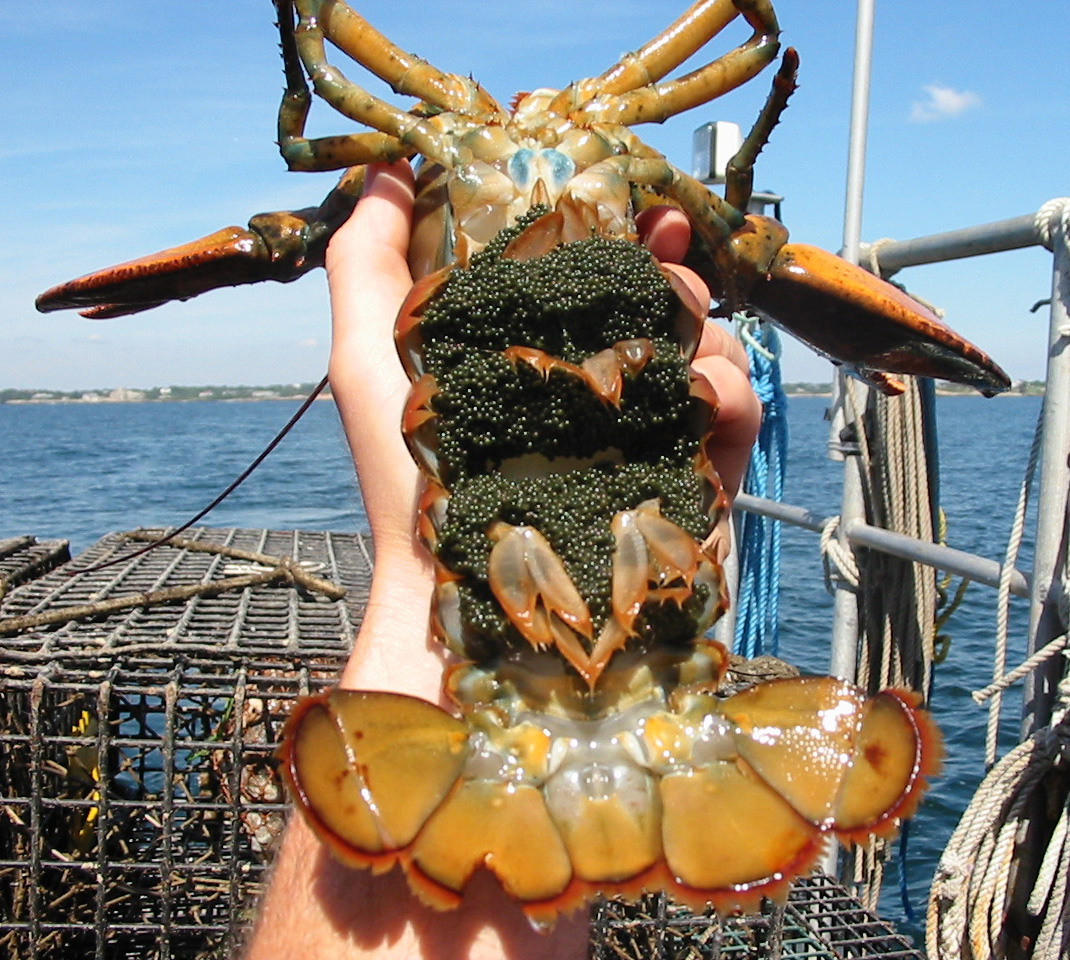
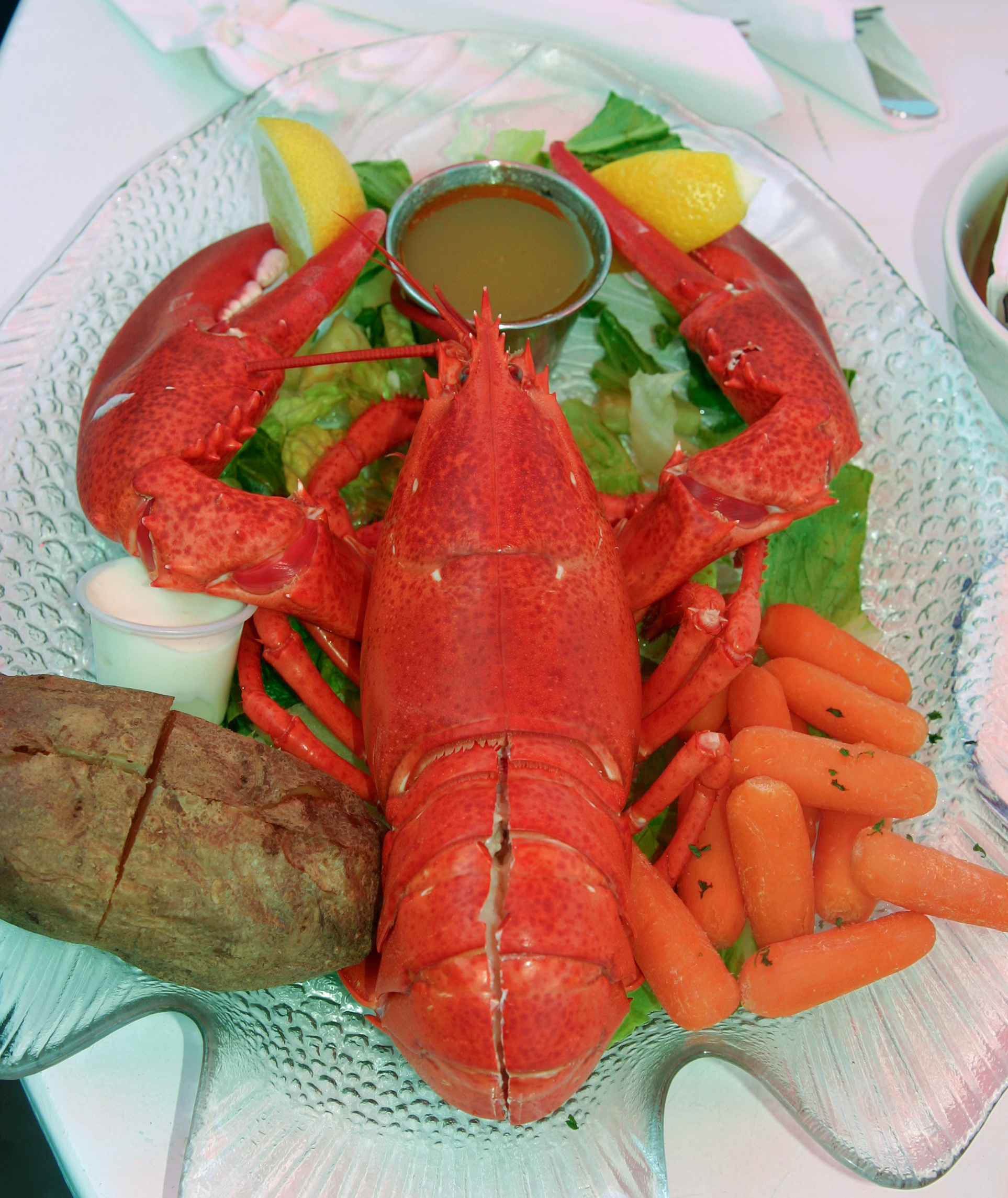
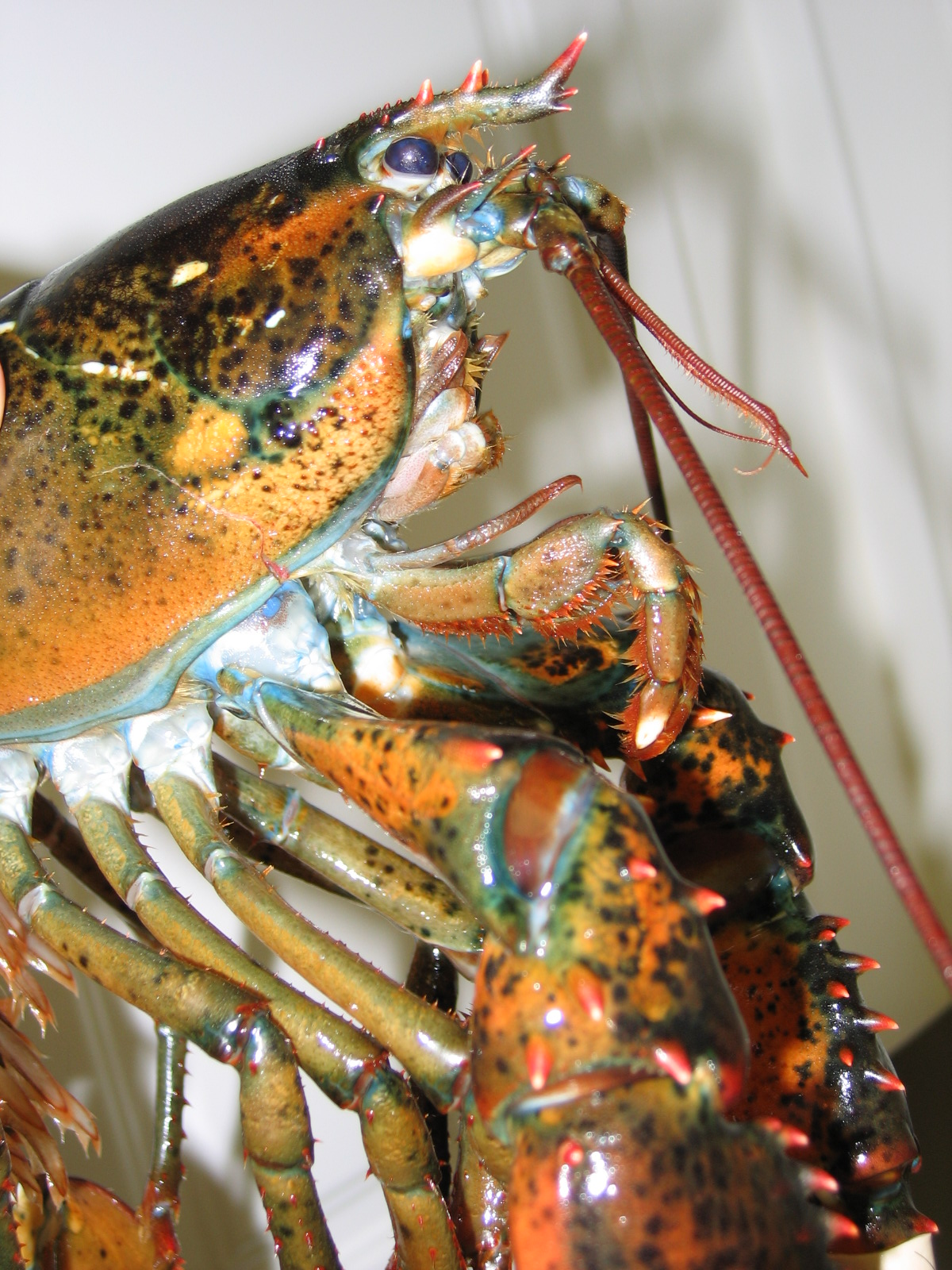
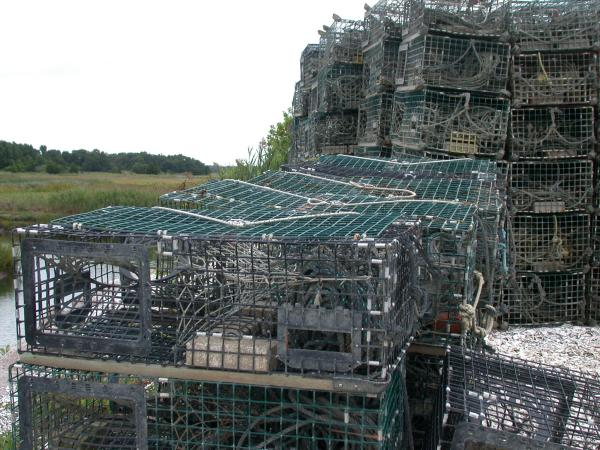
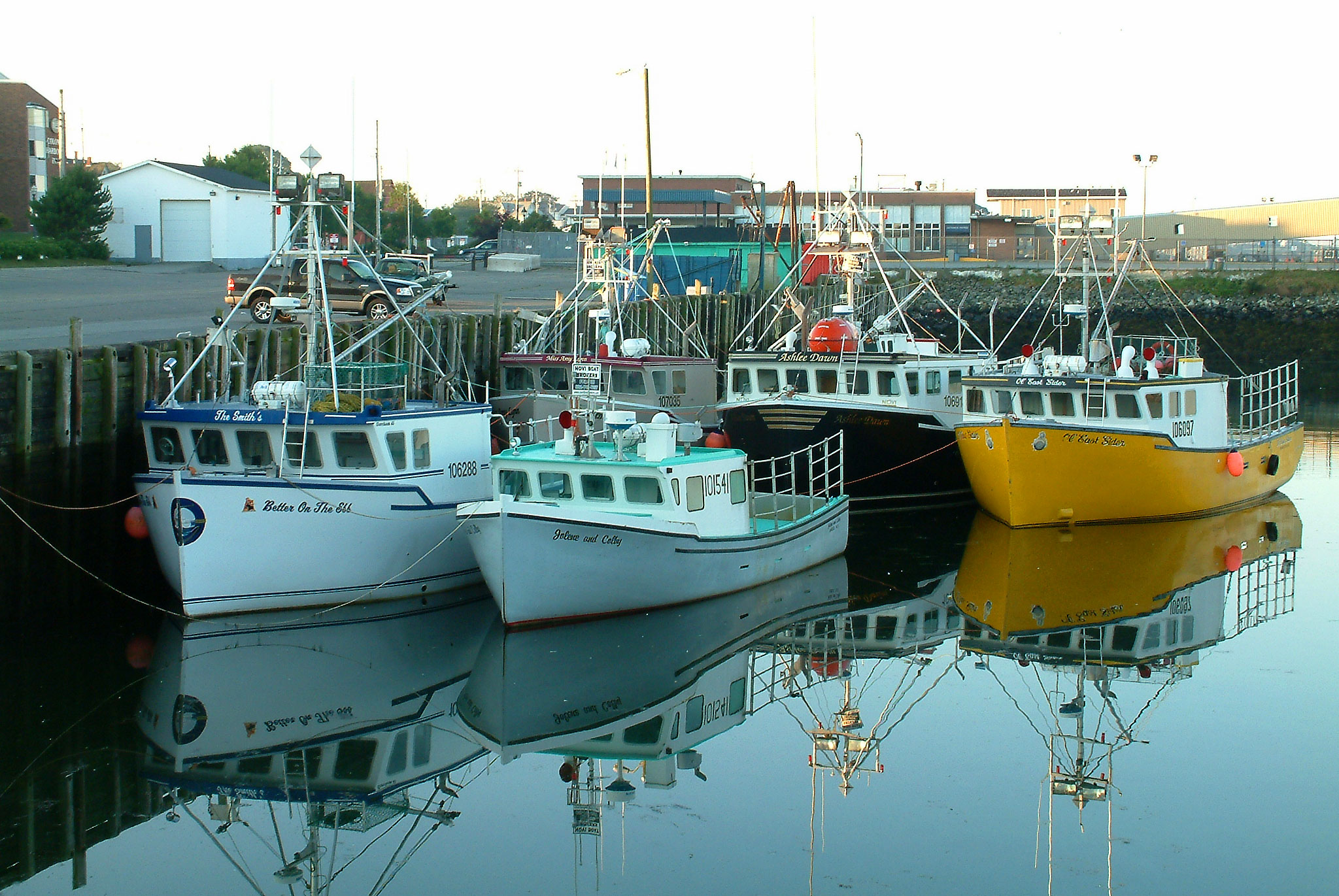
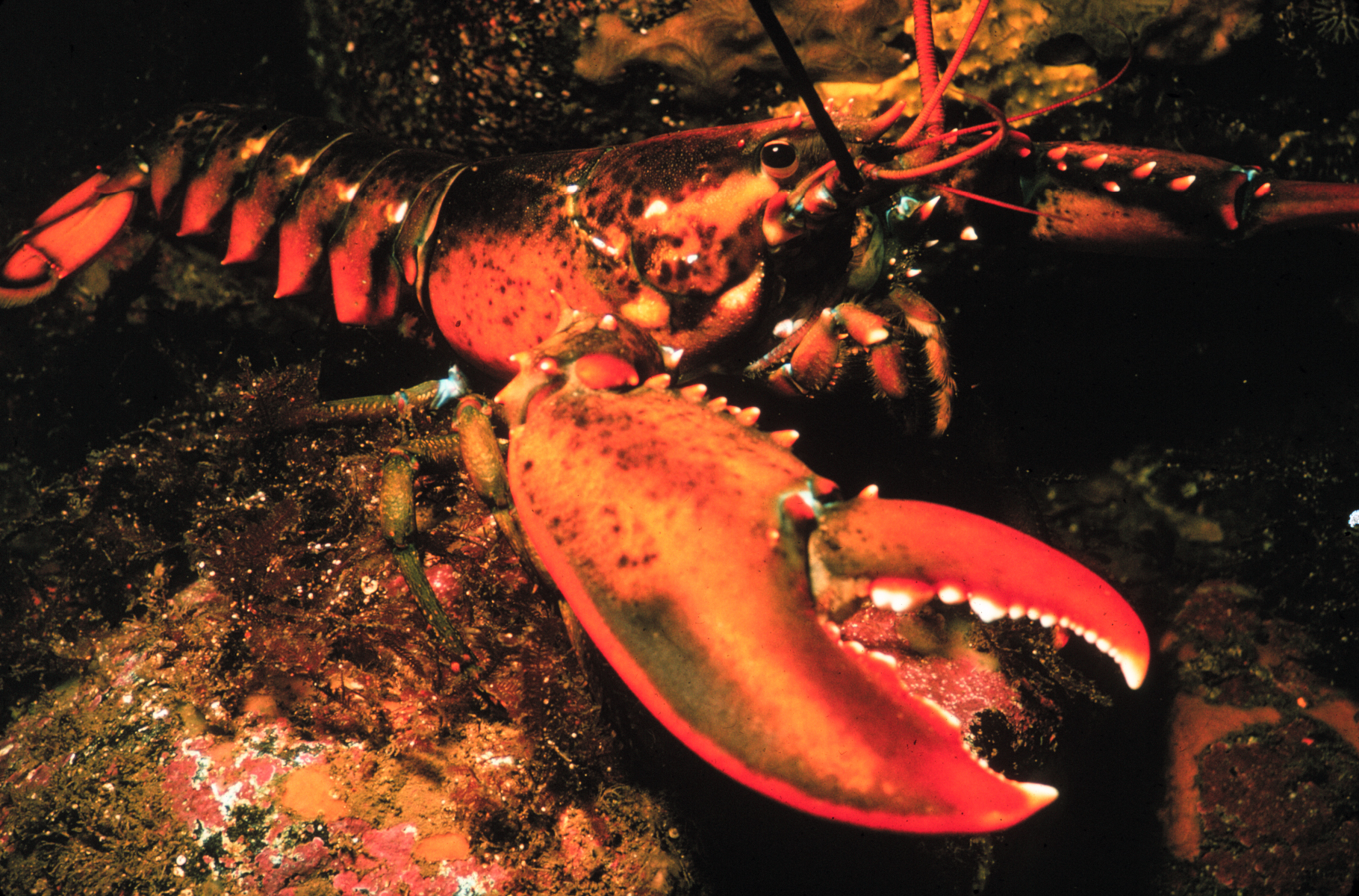